# Роенок (Техас)
Роенок (англ. Roanoke) — місто (англ. city) в США, в округах Дентон і Таррант штату Техас. Населення — 9665 осіб (2020).

## Географія
Роенок розташований за координатами 33°0′36″ пн. ш. 97°13′45″ зх. д. / 33.01000° пн. ш. 97.22917° зх. д. (33.010091, -97.229170).  За даними Бюро перепису населення США в 2010 році місто мало площу 13,84 км², з яких 13,76 км² — суходіл та 0,07 км² — водойми. В 2017 році площа становила 17,29 км², з яких 17,12 км² — суходіл та 0,17 км² — водойми.

### Клімат
| Клімат : Роенок                                                                             | Клімат : Роенок | Клімат : Роенок | Клімат : Роенок | Клімат : Роенок | Клімат : Роенок | Клімат : Роенок | Клімат : Роенок | Клімат : Роенок | Клімат : Роенок | Клімат : Роенок | Клімат : Роенок | Клімат : Роенок | Клімат : Роенок |
| Показник                                                                                    | Січ.            | Лют.            | Бер.            | Квіт.           | Трав.           | Черв.           | Лип.            | Серп.           | Вер.            | Жовт.           | Лист.           | Груд.           | Рік             |
| Абсолютний максимум, °C                                                                     | 30,0            | 32,2            | 35,0            | 37,8            | 38,9            | 42,2            | 42,8            | 44,4            | 44,4            | 37,2            | 31,7            | 32,2            | 44,4            |
| Середній максимум, °C                                                                       | 18,5            | 19,7            | 22,8            | 25,6            | 28,5            | 31,2            | 32,8            | 33,4            | 30,7            | 27,3            | 22,4            | 18,9            | 33,6            |
| Середній мінімум, °C                                                                        | −2,2            | −0,8            | 3,6             | 10,3            | 15,1            | 23,2            | 25,3            | 24,9            | 18,2            | 10,4            | 2,8             | −1,8            | −4,7            |
| Норма опадів, мм                                                                            | 54              | 53              | 78              | 91              | 101             | 105             | 58              | 59              | 69              | 85              | 52              | 49              | 854             |
| Днів з опадами                                                                              | 6               | 6               | 8               | 7               | 9               | 7               | 6               | 4               | 6               | 7               | 5               | 6               | 77,0            |
| Днів зі снігом                                                                              | 0               | 2               | 1               | 0               | 0               | 0               | 0               | 0               | 0               | 0               | 0               | 1               | 4,0             |
| ------------------------------------------------------------------------------------------- | --------------- | --------------- | --------------- | --------------- | --------------- | --------------- | --------------- | --------------- | --------------- | --------------- | --------------- | --------------- | --------------- |
| Джерело: National Weather Service Forecast Office, Ft Worth Alliance Airport, Fort Worth TX |                 |                 |                 |                 |                 |                 |                 |                 |                 |                 |                 |                 |                 |

## Демографія
Згідно з переписом 2010 року, у місті мешкали 5962 особи в 2396 домогосподарствах у складі 1460 родин. Густота населення становила 431 особа/км².  Було 2560 помешкань (185/км²).
Расовий склад населення:
| - 84,8 % — білих - 3,4 % — чорних або афроамериканців - 2,6 % — азіатів - 0,9 % — корінних американців - 0,1 % — вихідців з тихоокеанських островів - 5,1 % — осіб інших рас |

До двох чи більше рас належало 3,1 %. Частка іспаномовних становила 16,9 % від усіх жителів.
За віковим діапазоном населення розподілялося таким чином: 27,8 % — особи молодші 18 років, 66,5 % — особи у віці 18—64 років, 5,7 % — особи у віці 65 років та старші. Медіана віку мешканця становила 32,0 року. На 100 осіб жіночої статі у місті припадало 96,6 чоловіків;  на 100 жінок у віці від 18 років та старших — 94,1 чоловіків також старших 18 років.
Середній дохід на одне домашнє господарство  становив 75 791 долар США (медіана — 61 358), а середній дохід на одну сім'ю — 94 023 долари (медіана — 77 083). Медіана доходів становила 61 894 долари для чоловіків та 47 217 доларів для жінок. За межею бідності перебувало 11,4 % осіб, у тому числі 15,1 % дітей у віці до 18 років та 3,6 % осіб у віці 65 років та старших.
Цивільне працевлаштоване населення становило 3959 осіб. Основні галузі зайнятості: фінанси, страхування та нерухомість — 16,1 %, освіта, охорона здоров'я та соціальна допомога — 14,7 %, науковці, спеціалісти, менеджери — 13,4 %.